# Kimi to Boku
Kimi to Boku (japonês: 君と僕。; lit.  "Você e eu") é uma série de mangá japonesa escrita e ilustrada por Kiichi Hotta. Foi serializada na revista Monthly Shōnen Gangan de janeiro de 2003 a 2004, na Gangan Powered  de 2004 a 2009 e na Monthly GFantasy de maio de 2009 a março de 2022 e publicado em 18 volumes tankōbon pela Square Enix. A série segue quatro adolescentes, Yūta e Yūki Asaba, Shun Matsuoka e Kaname Tsukahara, que cresceram juntos, e um estudante transferido meio japonês, Chizuru Tachibana, que se junta ao círculo de amigos. Uma série de anime para a televisão foi produzida pelo estúdio J.C.Staff e exibida de outubro a dezembro de 2011, enquanto uma segunda temporada foi ao ar de abril a junho de 2012.

## Premissa
A história gira em torno de quatro adolescentes — os gêmeos Yūta e Yūki Asaba, o efeminado Shun Matsuoka e o chefe da classe Kaname Tsukahara — que se conhecem desde a infância. Embora não sejam necessariamente bons ou maus amigos, eles continuam a sair juntos até o ensino médio. O estudante transferido meio japonês Chizuru Tachibana se junta ao círculo de amigos nesta comédia sobre a vida cotidiana da adolescência.[carece de fontes?]

## Personagens
Yūta Asaba (浅羽 悠太, Asaba Yūta)
Voz de: Koki Uchiyama (anime), Yuki Kaida (CD drama)
Ele é o irmão mais velho dos gêmeos Asaba, estuda na Escola Secundária Homare. A característica que o diferencia do irmão mais novo é a franja ao centro, assim como o habitual uniforme escolar no inverno. Yuta e seu irmão são idênticos e populares entre as meninas. Por ajudar os outros sem pensar em si mesmo, Yuta se tornou popular durante o ensino fundamental. Embora muito inexpressivo, monótono e passivo, Yuta se expressa mais do que seu gêmeo mais novo. Ele também é mais maduro que Yuki e os outros e, embora raramente expresse seus pensamentos, é muito observador. Ele se preocupa muito com o irmão e não quer tomar decisões por ele. Ele está na mesma classe que Shun até eles passarem para o terceiro ano, quando ele se torna colega de classe de Kaname. Além de Yuki, Yuta se preocupa com Shun, talvez mais do que com o resto do grupo, já que ele é o membro mais vulnerável e ingênuo. Junto com Shun, ele é membro do clube da cerimônia do chá. Durante o ensino médio, ele se juntou ao clube de kendo - ele é um espadachim experiente e pode correr muito rápido. Chizuru sempre o chama de "Yutan", como um apelido amigável. Apesar de ser muito popular entre as meninas, o único encontro que teve não se concretizou.
Yūki Asaba (浅羽 祐希, Asaba Yūki)
Voz de: Ryohei Kimura (anime), Junko Minagawa (CD drama)
O mais novo dos gêmeos Asaba e estuda na Escola Secundária Homare junto com o resto dos meninos. Ele é geralmente resumido como o mais calmo dos gêmeos, além de ser o mais atlético e ágil. Seu hobby é ler mangás e assistir anime. Ele tem habilidade em muitas coisas, como culinária, basquete e judô, mas não gosta particularmente de nenhuma delas, apenas se esforça nas coisas que significam algo para ele. Ele é popular com as garotas, mas tem uma situação embaraçosa com elas, pois ele é fraco a perfumes e cheiros de maquiagem, o que o deixa enjoado. Mais tarde, ele mostra ter sentimentos por Kayo, uma cafeteira na Homare. Ele foi forçado a se juntar ao clube de mangá por seus amigos. Ele está na mesma classe que Chizuru e Kaname. Ele parece estar ciente de que Chizuru gosta de Masaki. Chizuru o chama de "Yukki".
Shun Matsuoka (松岡 春, Matsuoka Shun)
Voz de: Toshiyuki Toyonaga (anime), Minami Takayama (CD drama), Rie Kugimiya (CD drama, jovem)
No início da série, Shun tinha cabelos longos, além de hobbies e formas de falar femininas, o que fez com que muitas pessoas o tratassem como uma menina (incluindo Chizuru). Shun gosta de usar keigo e costuma ser quem tenta acalmar as coisas quando os demais integrantes do grupo brigam. Muitas vezes ele chora como uma criança. Apesar de ter uma personalidade muito feminina (otome), ele é bastante lento em perceber coisas como o amor. Ele tem duas irmãs mais velhas e um irmão mais novo, que aparece em alguns capítulos. Ele é o único iyashikei ou "pessoa que faz os outros felizes" no grupo. Embora quase nenhuma garota o note, ele tem uma admiradora, Masaki Satō. Chizuru o chama de "Shun-chan".
Kaname Tsukahara (塚原 要, Tsukahara Kaname)
Voz de: Yūki Ono (anime), Kenichi Suzumura (CD drama), Yumi Uchiyama (CD drama, jovem)
Ele é o típico quatro olhos do grupo. Ele é o melhor da classe, um membro do Conselho Estudantil e o Representante de Classe deles. Ele está na mesma classe que Yūki e Chizuru. Ele é o mais rico entre seus amigos, como frequentemente apontado por Yūta e Yūki. Ele tem pavio curto e frequentemente fica bravo com as ações tolas de seus amigos. Kaname estava apaixonado por sua professora de jardim de infância, Kaori-sensei, com a qual os gêmeos gostam de provocá-lo, e queria ser como um homem chamado Kōichi, que mais tarde se tornou seu professor do ensino médio, Azuma-sensei. Ele também parece ter uma queda pela irmã mais velha de seu vizinho Hisako, Shizuna. Chizuru frequentemente o chama de "Kanamecchi".
Chizuru Tachibana (橘 千鶴, Tachibana Chizuru)
Voz de: Miyu Irino (anime), Junko Takeuchi (CD drama)
O estudante transferido meio japonês da Alemanha. Para um meio estrangeiro, ele é baixo e tem um complexo sobre sua altura. Ele é barulhento, alegre e um pouco idiota. Ele também fez apelidos para os meninos e Masaki. Com Yūki, Chizuru frequentemente deixa Kaname bravo e geralmente acaba sendo atingido por ele. Alguns anos atrás, ele veio ao Japão por um curto período e conheceu Yūki em um parque. Quando criança, ele não sabia nada de japonês, mas quando mais tarde se mudou para o Japão durante o segundo ano do ensino médio, ele já era fluente no idioma. Chizuru gosta de garotas, mas não tem experiência com elas. Ele tem uma queda por Masaki.
Masaki Satō (佐藤 茉咲, Satō Masaki)
Voz de: Miyuki Satō (anime), Chiwa Saitō (CD drama)
Uma aluna do primeiro ano que fez bullying com Shun por alguns dias. Ela parece ter uma pequena queda por ele depois que ele a ajudou. Shun é a única pessoa para quem ela sorri e é amigável. Ela tem um corpo pequeno e cabelos cacheados, fofos e bonitos, fazendo com que Chizuru a chame de "Mary", porque a lembra de uma ovelha. Assim como Shun é alheio à queda de Masaki por ele, Masaki era alheio à queda de Chizuru por ela, até que ele lhe confessou.

## Mídias

### Mangá
Escrito e ilustrado por Kiichi Hotta, Kimi to Boku começou sua serialização na revista de mangá shōnen da Square Enix, Monthly Shōnen Gangan, em janeiro de 2003. Mudou para a Gangan Powered em 2004 e depois passou a ser publicado na Monthly GFantasy em 18 de maio de 2009. A série encerrou a serialização em 18 de março de 2022, com 18 volumes tankōbon.

### Anime
Os episódios do anime são baseados na série de mangá. A adaptação foi anunciada na edição de abril de 2011 da Monthly GFantasy. A série foi produzida pela J.C. Staff sob a direção de Mamoru Kanbe com roteiros supervisionados por Reiko Yoshida e música de Masato Nakayama do Elements Garden e começou sua exibição em 4 de outubro de 2011. A série (também lançada em inglês sob o título You and Me) foi dividida em duas temporadas de 13 episódios. A Crunchyroll licenciou a série fora da Ásia.
Para a primeira temporada, o tema de abertura "Bye Bye" (バイバイ) foi interpretado pela banda de rock japonesa Seven Oops, enquanto o encerramento foi "Nakimushi" (なきむし; lit.  "Bebê chorão") de Miku Sawai.[carece de fontes?] A música de abertura da segunda temporada foi "Zutto" (ずっと; lit.  "Para sempre"), interpretada por Tomohisa Sako, enquanto o encerramento foi "Kimi to Boku no Banka" (君と僕の挽歌; lit.  "Elegia de você e eu") de Yū Sakai.[carece de fontes?]

#### Lista de episódios

##### 1.ª temporada
| 1 | 1  | "Na Nossa 17ª Primavera" Transliteração: "Bokura no 17-kai-me no Haru ni" (em japonês: ボクらの17回目の春に)      | 4 de outubro de 2011   |
| Shun agora é um aluno do segundo ano do ensino médio, junto com seus amigos de infância Yuuta, Yuuki e Kaname. Durante o intervalo no terraço, Kaname e o resto concordaram que Yuuki deveria se juntar a um clube, mas acaba sendo um pouco difícil para eles encontrarem um para ele. |    | |                        |
| 2 | 2  | "O Dia em que as Tulipas Floresceram" Transliteração: "Chūrippu no Saita Hi" (em japonês: チューリップの咲いた日) | 11 de outubro de 2011  |
| Shun, esperando seus amigos almoçarem juntos, encontra uma garota com o joelho ralado. Ele tenta confrontá-la, mas ela fuge. Enquanto a garota estava atordoada no corredor, Shun consegue persegui-la e lhe dar um curativo. No dia seguinte, Shun encontra uma carta que afirma que ele será amaldiçoado. |    | |                        |
| 3 | 3  | "O Garoto Cor de Palha" Transliteração: "Mugiwarairo o Kabutta Shōnen" (em japonês: 麦藁色をかぶった少年)         | 18 de outubro de 2011  |
| Um novo aluno é transferido para a turma de Yuuki e Kaname. O nome dele é Chizuru Tachibana, um estudante japonês de intercâmbio vindo da Alemanha. Ele, sentado ao lado de Yuuki, afirma que eles brincavam juntos quando eram crianças. No entanto, Yuuki não se lembra dele. |    | |                        |
| 4 | 4  | "Noisy Medicine"                                                                                                  | 25 de outubro de 2011  |
| Depois de uma noite com os amigos, Kaname pega um resfriado, o que não foi o pior dos seus problemas naquele dia. |    | |                        |
| 5 | 5  | "Um Certo Verão" Transliteração: "Itsuka no Natsu" (em japonês: いつかの夏)                                       | 1 de novembro de 2011  |
| É o primeiro dia de verão. Chizuru decide convidar seus amigos para sair, mas é rejeitado por todos, menos por Shun. Shun sugere convidar todos, incluindo Masaki, "Mary", para o festival de verão. |    | |                        |
| 6 | 6  | "Óculos et cetera" Transliteração: "Megane to Etosetora" (em japonês: 眼鏡とエトセトラ)                           | 8 de novembro de 2011  |
| Na casa de Kaname, o grupo decidiu cortar o cabelo de Shun curto. Enquanto se preparam para estudar para os exames, eles falam sobre quando Kaname começou a usar óculos. |    | |                        |
| 7 | 7  | "Próximo de uma Maçã" Transliteração: "Ringo no Tonari" (em japonês: りんごのとなり)                              | 15 de novembro de 2011 |
| Chizuru, Kaname, Yuuki e Shun viram uma confissão inesperada de uma garota quieta e tímida para Yuuta. Mesmo assim, Yuuta não conta nenhuma informação sobre o incidente para seus amigos. Isso resulta no grupo o perseguindo pelas costas enquanto ele estava em um suposto "encontro" com ela. No final, é revelado que Yuuta sabia sobre a situação da garota o tempo todo; sendo intimidada por seus amigos e querendo ajudá-la, mesmo que isso significasse aceitar sua confissão. O relacionamento entre Yuuta e a garota, Takahashi-san, ainda não está claro. No entanto, no final, ela e Yuuta terminam.                                                                       |    | |                        |
| 8 | 8  | "Herói Diarista" Transliteração: "Nikkyū Hīrō" (em japonês: 日給ヒーロー)                                         | 22 de novembro de 2011 |
| 8 | 8  | "Meu Veterano e Eu" Transliteração: "Senpai to Boku" (em japonês: 先輩と僕。)                                     | 22 de novembro de 2011 |
| Yuuki foi convidado por um aluno do primeiro ano chamado Ryunosuke Matsushita, que é membro da Sociedade de Mangás da escola, para desenhar um mangá de cinco páginas para a antologia do clube. Depois de aceitar, Yuuki decide dividir seu trabalho com seus amigos, a saber: Yuuta trabalhando na primeira página, Yuuki na segunda, Shun na terceira, Chizuru na quarta e Kaname na última folha. Quando todos terminaram seu trabalho, Chizuru pede a Yuuki para fazer cópias para todos. Yuuki tenta destruí-la em pedaços, mas é impedido por Chizuru e Kaname. Na história paralela do episódio, é revelado que Ryunosuke Matsushita admira Yuuki e pensa nele como seu "herói". |    | |                        |
| 9 | 9  | "Naked King" | 29 de novembro de 2011 |
| Em questão de dias, o Festival Cultural da Escola Secundária Homare começará. Todos estão ocupados com seus preparativos e também se divertindo no meio tempo. Neste episódio, vemos como Kaname lida com seu dia com seus amigos, o que o frustra muito, e também com seus deveres como membro do conselho estudantil. |    | |                        |
| 10 | 10 | "On Your Mark" | 6 de dezembro de 2011  |
| Finalmente é o dia do Festival Cultural e todos se preparam para seus respectivos grupos. A classe de Shun está fazendo um "café com um toque especial" e a classe de Kaname está fazendo uma "casa mal-assombrada estereotipada". Na classe de Masaki, eles vão interpretar Cinderela no palco. Mesmo que seu papel seja um rato, ela está desesperada para praticar seu diálogo. A turma assiste sua apresentação, no entanto, alguns deles ainda estão usando suas fantasias, o que fez Masaki notá-los facilmente, ficando nervosa e acidentalmente misturando suas falas. Chizuru vai confortá-la após sua apresentação.                                                            |    | |                        |
| 11 | 11 | "A Silhueta à Luz da Lua Crescente" Transliteração: "Mikazuki Shiruetto" (em japonês: 三日月シルエット)           | 13 de dezembro de 2011 |
| O grupo decide comer no refeitório da escola. É revelado que a filha da moça do refeitório, Kayo, está colecionando adesivos como Yuuki depois que ele pediu o adesivo que ela tinha no plástico do sanduíche dela. O episódio foca em como os dois colecionam 30 adesivos em troca de pratos. |    | |                        |
| 12 | 12 | "O Diário do Fundamental" Transliteração: "Chūgakusei Nikki" (em japonês: 中学生日記)                             | 20 de dezembro de 2011 |
| Depois da aula, Shun recebe uma ligação de seu irmão mais novo, Fuyuki, dizendo que eles acidentalmente misturaram seus cadernos de inglês e quer que ele os entregue a ele o mais rápido possível. O grupo decide visitar sua escola, que também é onde eles (menos Chizuru) frequentaram sua escola secundária. |    | |                        |
| 13 | 13 | "A Canção do Sol" Transliteração: "Hidamari no Uta" (em japonês: 陽だまりの詩)                                    | 27 de dezembro de 2011 |
| Shun propõe ao resto do grupo conduzir uma experiência de trabalho em sua antiga escola, O Jardim de Infância Hidamari. Quase todos estavam animados, exceto por um Chizuru amuado que frequentava um jardim de infância diferente. Shun anima o sombrio Chizuru e eles seguem com seu plano. Assim que chegam, eles acabam vendo alguns alunos peculiares ao redor e um certo aluno que é um pouco problemático, especialmente para Kaname. O episódio termina com Shun expondo os sentimentos de Kaname por sua antiga professora, Kaori-sensei, fazendo Chizuru rir e envergonhando Kaname.                                                                                           |    | |                        |

##### 2.ª temporada
| N.º geral | N.º temp | Título em português (Título em japonês)                                                                                        | Exibição original   |
| --- | -------- | --- | ------------------- |
| 14 | 1        | "O Coelho da Lua Salta a Noite Inteira" Transliteração: "Tsuki no Usagi wa Yoru o Haneru" (em japonês: 月のうさぎは夜を跳ねる) | 3 de abril de 2012  |
| O grupo vai até a casa de Kaname para entregar tangerinas e, para grande desgosto dele, eles ficam para o jantar e se convidam para dormir lá. As travessuras acontecem enquanto eles relembram o passado e brincam sobre as idiossincrasias uns dos outros. |          | |                     |
| 15 | 2        | "Mary's Christmas" | 10 de abril de 2012 |
| Chizuru começa a mostrar abertamente seus sentimentos por Masaki e decide preparar um presente de Natal para ela, apesar de saber de seus sentimentos. |          | |                     |
| 16 | 3        | "Very Christmas" | 17 de abril de 2012 |
| Na véspera de Natal, o grupo encontra Azuma-sensei e seu amigo de infância, Akira. Ao tentar ajudar uma garotinha, Chizuru acidentalmente derruba uma árvore de Natal, forçando todos eles a se vestirem e trabalharem com Akira como Papai Noel. |          | |                     |
| 17 | 4        | "No Vapor" Transliteração: "Yuge no naka ni" (em japonês: ゆげのなかに)                                                        | 24 de abril de 2012 |
| Na véspera de Ano Novo, os gêmeos Asaba brigam. |          | |                     |
| 18 | 5        | "No Limite do Céu" Transliteração: "Ano sora no suso" (em japonês: あの空の裾)                                                 | 1 de maio de 2012   |
| No dia de Ano Novo, o grupo visita um santuário para rezar por boa sorte, mas coisas acontecem e atrapalham seus planos. |          | |                     |
| 19 | 6        | "Colorless Blue" | 8 de maio de 2012   |
| Kayo está deixando seu emprego na cafeteria para seguir carreira em um salão de beleza, e Yuuki não sabe como pensar nisso. |          | |                     |
| 20 | 7        | "Sweet, Sweet, Bitter" | 15 de maio de 2012  |
| No Dia dos Namorados, Masaki espia uma garota de outra escola se confessando para Shun, o que faz com que Masaki perceba os sentimentos de desesperança de si mesma e de Chizuru. |          | |                     |
| 21 | 8        | "Nós, os Garotos" Transliteração: "Bokutachi Otoko no Ko" (em japonês: ぼくたち男の子)                                         | 22 de maio de 2012  |
| Shun se preocupa com o quão rápido o relacionamento de seu irmão mais novo está progredindo - ele acha que beijar é muito cedo para alunos do ensino fundamental. Ele chama o grupo para discutir a "emergência", o que só piora suas ansiedades. Como resultado, o grupo espiona o encontro hormonal do irmão. |          | |                     |
| 22 | 9        | "Mix Juice" | 29 de maio de 2012  |
| Reminiscente do primeiro episódio da primeira temporada, os meninos reclamam sobre como Kaname desperdiça dinheiro comprando chá, o que leva o grupo a persuadir Yuuki a conseguir um emprego de meio período. O preguiçoso Yuuki eventualmente desiste para comprar um novo videogame e consegue um emprego como garçom. O grupo o visita no primeiro dia de trabalho, levando a uma situação confusa e Yuuki perdendo seu primeiro beijo. |          | |                     |
| 23 | 10       | "Cherry" | 5 de junho de 2012  |
| Masaki e Chizuru estão se evitando desde que Chizuru confessou que gosta dela. |          | |                     |
| 24 | 11       | "Sugar Baby, Fly Baby" | 12 de junho de 2012 |
| Com o início do terceiro ano do grupo, o festival esportivo está a caminho. |          | |                     |
| 25 | 12       | "Nudez" Transliteração: "Seki Rara" (em japonês: 赤裸々)                                                                       | 19 de junho de 2012 |
| Kaname passa o jantar com sua vizinha, de quem ele gosta, apenas para descobrir que ela vai se casar. |          | |                     |
| 26 | 13       | "Umbigo e Dignidade" Transliteração: "Heso to Rin" (em japonês: へそと凛)                                                      | 26 de junho de 2012 |
| Shun está preocupado com seu futuro, pois todos os outros parecem estar mais preparados do que ele. Além disso, Chizuru, Yukki e Kaname visitam o Clube do Chá com Shun e Yuta. |          | |                     |